# 크나츠피르드뉘피엘라이이드 트로투르
트로투르 레이캬비크(아이슬란드어: Þróttur Reykjavík)는 흔히 트로투르(아이슬란드어: Knattspyrnufélagið Þróttur)라는 이름으로 알려져 있는 아이슬란드 레이캬비크의 축구 클럽이다.